# La Colle universelle
Pour plus de détails, voir Fiche technique et Distribution.
La Colle universelle est un film muet français de court métrage réalisé par Georges Méliès, sorti en 1907.

## Synopsis
Un marchand ambulant (Georges Méliès) installe son étal dans une petite rue parisienne tranquille et commence à attirer une petite foule, auquel il cherche à démontrer les qualités exceptionnelles de la colle qu'il vend. Mais, peu de temps après, alors qu'il est en train d'argumenter pour montrer la qualité de son produit, deux policiers chassent les clients potentiels. Mécontent, le commerçant lésé cherche à se venger alors que les policiers sont assis sur un banc dans un parc. ...

## Fiche technique
- Titre original : La Colle universelle
- Titre anglophone (États-Unis) : Good Glue Sticks
- Réalisateur : Georges Méliès
- Producteur : Georges Méliès
- Société de production : Star Film
- Société de distribution : Star Film
- Pays de production :  France
- Langue : film muet avec les intertitres en français
- Métrage : 152 mètres
- Format : Noir et blanc — 35 mm — 1,33:1 — Muet
- Genre : Comédie
- Durée : 5 minutes 1 seconde
- Dates de sortie : 
  - France : 1907
  - États-Unis : 18 mars 1907

## Distribution
- Georges Méliès : le marchand ambulant

## Autour du film
- Ce film est un film de fiction évoquant la vie quotidienne, très différent des films à trucs à l'imagination débridée (Le Voyage dans la lune, Le Palais des mille et une nuits, etc.), qui ont fait la notoriété de Méliès.
- Le film a été tourné à Montreuil-sous-Bois, dans l’Est parisien où Méliès possédait une propriété dans laquelle il installa un studio de prises de vues, où il tournera la plupart de ses films, utilisant des toiles peintes pour reconstituer les décors de ses films, notamment ceux qu'il situe à Paris ou dans sa banlieue.